# Göteborgs konserthus
Göteborgs konserthus ligger vid Götaplatsens sydvästra del. Det stod färdigt 1935 och ersatte då det tidigare konserthus på Heden som brunnit ned 1928. Konserthuset är hem för Sveriges nationalorkester Göteborgssymfonikerna och används flitigt till både till klassiska och populärmusikkonserter. Huvudsalongen rymmer nästan 1 400 åhörarplatser.

## Historik

### Förhistoria: konsertlivet i Göteborg
De första offentliga konserterna i Göteborg anordnades i mitten av 1700-talet av organisten i Göteborgs domkyrka Olof Leidner. Vid samma tid bildade Patrik Alströmer, äldste son till Jonas Alströmer, Göteborgs första orkester, bestående av amatörmusiker. Benedictus Schindler var en tyskfödd musiker som ledde orkestern, och man anordnade offentliga konserter, där också utländska solister gästspelade.
Academie de musique var en annan musikalisk sammanslutning som bildades i slutet på 1700-talet. Gruppen leddes av konsertmästare La Hay, som bosatte sig i Göteborg på 1770-talet och samlade amatörer för att öva. Han anordnade flera abonnemangskonserter varje år för att stimulera till ökad aktivitet inom konsertlivet. Konserterna anordnades oftast i lokaler som var avsedda för helt andra ändamål; Stora Rådhussalen (i Göteborgs rådhus), Bloms Hotell (senare Grand Hotell) samt teatern vid Sillgatan, var de lokaler som användes mest.
I början av 1800-talet anordnade violinisten Eduard d'Aubert kammarmusiksoaréer i Göteborg och grundlade därmed smaken för denna musikart i Göteborg. Harmoniska Sällskapet bildades 1809 av C.M. Lundholm och bestod helt av amatörer.
Under 1850-60-talen fick musiklivet i Göteborg ett uppsving. Tonsättaren Bedřich Smetana och kapellmästare Josef Czapek, båda från Böhmen, kom till Göteborg 1847. Smetana inrättade ett musikinstitut där eleverna, mest flickor från stadens välbärgade hem, ofta framträdde inför allmänheten med uppvisningskonserter. Czapek och Smetana återupptog också kammarmusikverksamheten som fört en tynande tillvaro sedan d'Aubert flyttat till Stockholm 1841. År 1862 bildades Göteborgs orkester, genom att några välbeställda Göteborgare lämnade ekonomiska bidrag. Orkestern upphörde 1866 av ekonomiska skäl.
Göteborgs musikförening stiftades 1872, och bestod till stor del av utländska yrkesmusiker. Även denna verksamhet upphörde på grund av ekonomiska. Kammarmusiken fick 1884 en fast organisation genom stiftandet av Eugen Sundbergs kvartettsällskap. Göteborgs arbetarinstitut började 1895 anordna folkkonserter runt om i staden.
Konstmecenaten Pontus Fürstenberg donerade pengar i sitt testamente så att en fond för musik kunde bildas. Avsikten bakom donationen var att ge Göteborg en permanent orkester. Fonden fick namnet Eduard Magnus fond, efter Götilda Fürstenbergs far. Orkestern behövde en fast scen för sin verksamhet, men kostnaderna för ett permanent konserthus visade sig för stora och en halvpermanent byggnad skulle istället uppföras i trä som ett provisorium. Aktiebolaget Göteborgs Konserthus bildades och Exercisheden utvaldes som den lämpligaste platsen för byggnaden.

### Förhistoria: konserthuset på Heden
| Konserthuset på Heden, 1905-1928 |  | Konserthuset på Heden, 1905-1928 |
| Konserthuset på Heden, 1905-1928 |  |                                  |

Föregångaren till Konserthuset på Götaplatsen låg på den nordvästra delen av Heden och invigdes 11 februari 1905 med en konsert av Filharmoniska sällskapets kör samt en 55 man stor orkester som spelade under ledning av Tor Aulin. I stora salen satt 1 022 personer, på balkongen i fonden 172 och på den mindre läktaren 100. Ritningarna var gjorda av arkitekten Ernst Krüger. Detta konserthus i trä var vid denna tiden Sveriges största musiklokal och rymde 1 294 personer. Det var i dessa lokaler som Wilhelm Stenhammar (1907-1922 var han konserthusets ledande profil) gästades av kompositörerna Jean Sibelius, Carl Nielsen och Christian Sinding. Vid tioårsjubileet 1915 kunde man räkna in över 1 miljon besökare, fördelat på 906 konserter, 105 möten och föredrag samt 78 tillställningar av annat slag.
Konserthuset började brinna vid 12-tiden den 13 januari 1928 och var helt nedbrunnet vid 15.30-tiden. Brandorsaken var ett krånglande värmeelement. Räddat blev bland annat partituret till Södermans katolska mässa (enda exemplaret), liksom den stora Bechsteinflygeln. Dock blev Malmsjös först tillverkade taffelpiano från 1843 samt den stora och unika orgeln, lågornas rov. Under åren fram till det nya konserthuset stod klart, arrangerades konserter i Lorensbergsteatern, på Stora Teatern och i Valandhuset.

### Konserthuset på Götaplatsen

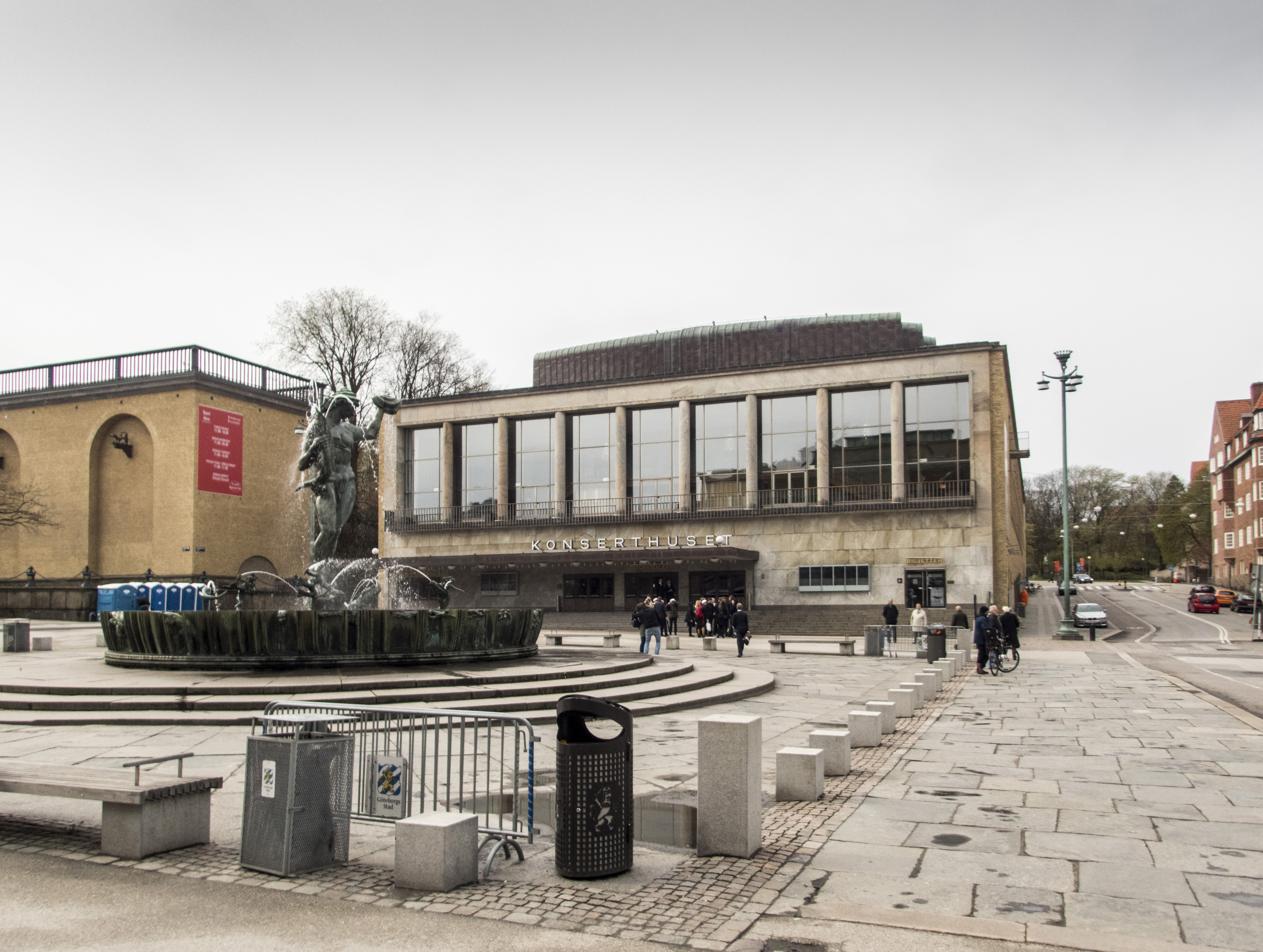
Konserthuset på Götaplatsen

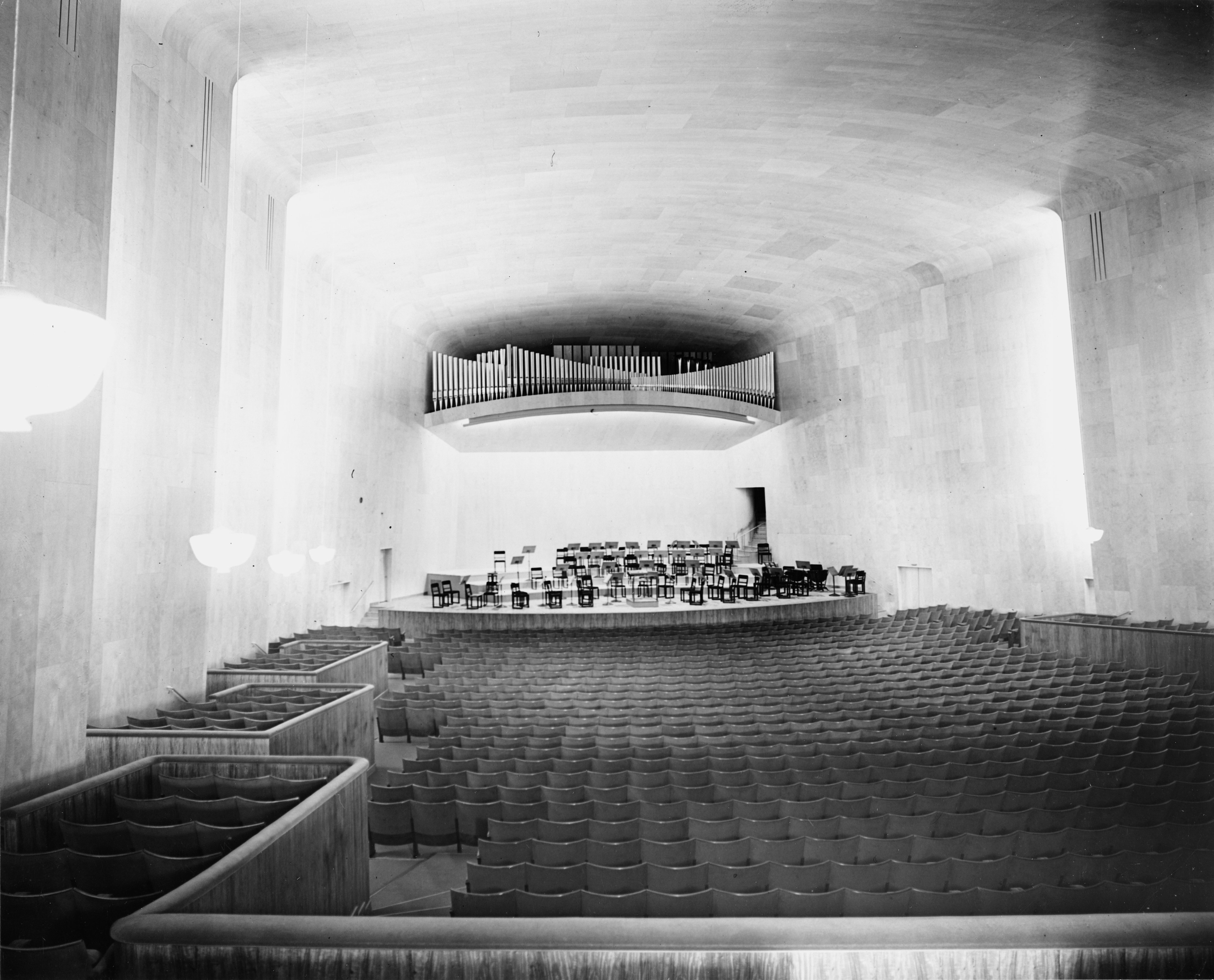
Konsertsalen.

Redan före konserthusbranden fanns planer på ett nytt konserthus, ett som inte skulle byggas i trä. Den 11 maj 1916 hade Caroline Wijk donerat 700 000 kronor till ett nytt konserthus i Göteborg. Donationen gjordes till minne av hennes son Olof Olofson Wijk som gick bort 1896 i Uppsala, vid 22 års ålder. Motiveringen löd: ”...genom att erbjuda hans fädernestad ett värdigt och vackert konserthus, där musiken, en av guds ädlaste och härligaste gåvor till mänskligheten, kunde idkas till mångas glädje och uppbyggelse”. Göteborgs stadsfullmäktige beslutade den 15 juni 1916 att tacksamt mottaga donationen, och att uppföra ett konserthuset med ”enkel och flärdfri karaktär”. Göteborgs stad upplät 1931 för konserthuset tomten nr.1 inom 31:a kvarteret Årnäs i stadsdelen Lorensberg. Staden anslog samtidigt 100 000 kronor för iordningställande av tomten, och ur Olof och Caroline Wijks fond anslog stadsfullmäktige 500 000 kronor 1931. Kungl. Maj:t beviljade 1928–32 totalt 1 050 000 kronor för uppförande och inredning av konserthuset.
Man planerade att konserthuset skulle stå färdigt till Jubileumsutställningen i Göteborg 1923 men på grund av finansiella problem fick det vänta. År 1931 utlyste man en arkitekttävling och uppdraget att rita konserthuset gick till Nils Einar Eriksson som skolats i funktionalismen men han valde att ge konserthusets yttre en mer traditionell, nyklassicistisk fasad för att bättre smälta in bland de andra monumentala husen på Götaplatsen. Han kallade sitt förslag En krabba i en rektangel. Byggnaden är uppförd i tegel och ljus marmor. Interiört är huset rikt dekorerat med konstverk och mycket välbevarat. Den rika intarisautsmyckningen utfördes av konstnären Ewald Dahlskog. Själva konsertsalen med plats för 1 371 personer är klädd med fanér av sykomorlönn som ger ett varmt intryck. Byggmästare var Olle Engkvist.
Han påbörjade bygget under våren 1934 och 1,5 år senare stod huset klart, för ovanlighetens skull i tid och till lägre kostnad än den budgeterade.
Förutom att Sveriges nationalorkester, Göteborgssymfonikerna, har konserthuset som hemmascen, så har till exempel Deutsche Grammophon använt huset som studio för flera inspelningar. Stora salens akustik räknas fortfarande till en av världens bästa. En tillbyggnad av huset gjordes 1999 av White arkitekter.

## Göteborgs Konserthuskör
I oktober 1917 bildades Göteborgs Konserthuskör på initiativ av Elsa Stenhammar och hennes kusin Wilhelm Stenhammar samt av styrelsen för Göteborgs Orkesterförening, som tidigare hade tagit initiativet till en körskola. Från denna rekryterades körens medlemmar i huvudsak. Ändamålet med kören var att medverka vid orkesterföreningens uppföranden av oratorier, mässor och liknande. Kören framträdde 115 gånger under sina första 25 år, varav 38 gånger vid repriser under en och samma säsong. Man medverkade i 57 större och mindre körverk. Som ordinarie dirigenter fanns bland andra: Wilhelm Stenhammar (1917–1922), Ture Rangström (1922–1925), Tor Mann (1925–1939), Max Rudolf (1939–1940) samt Matti Rubinstein från hösten 1940. Körens första framförande var med Beethovens Körfantasi, med Stenhammar som solist och Hjalmar Meissner som dirigent. Kören har bytt namn till Göteborgs symfoniska kör.